# Віллі Маттке
Віллі Маттке (нім. Willy Mattke; 25 січня 1909, Грауденц — 16 січня 1944, Атлантичний океан) — німецький офіцер-підводник, корветтен-капітан крігсмаріне.

## Біографія
В 1928 року вступив на флот. З грудня 1939 по вересень 1940 року — 1-й вахтовий офіцер на підводному човні U-62. З 5 листопада 1940 по 4 травня 1941 року — командир U-61. З липня 1941 року — референт з особового складу в 2-му навчальному дивізіоні підводних човнів. В листопаді-грудні 1942 року пройшов курс командира човна. З грудня 1942 по квітень 1943 року — інструктор 1-го навчального дивізіону підводних човнів. З 5 травня 1943 року — командир U-544. 9 листопада вийшов у свій перший і останній похід. 16 січня 1944 року U-544 був потоплений в Північній Атлантиці північно-західніше Азорських островів (40°30′ пн. ш. 37°20′ зх. д.) глибинними бомбами і ракетами бомбардувальника «Евенджер» з ескортного авіаносця ВМС США «Гуадалканал». Всі 57 членів екіпажу загинули.

## Звання
- Лейтенант-цур-зее (1 листопада 1939)
- Оберлейтенант-цур-зее (1 листопада 1940)
- Капітан-лейтенант (1 листопада 1942)
- Корветтен-капітан (1 січня 1944)

## Нагороди
- Медаль «За вислугу років у Вермахті» 4-го класу (4 роки)
- Нагрудний знак підводника (28 квітня 1940)
- Залізний хрест 2-го класу (28 квітня 1940)